# Jean François d'Avrange du Kermont
Jean François d'Avrange du Kermont (30 octobre 1753 - Saint-Avold (duché de Lorraine, aujourd'hui dans le département de la Moselle) ✝ 5 avril 1822) était un militaire français des XVIIIe et XIXe siècles.

## Biographie
Jean François d'Avrange du Kermont entra dans les gardes de la porte du Roi le 1er janvier 1765, et passa, le 25 juin 1775, avec le grade de sous-lieutenant dans le régiment d'Angoumois-infanterie.
Le 1er janvier 1779, il obtint des lettres de service de commis de la guerre, et, le 11 octobre suivant, il fut nommé commissaire des guerres d'artillerie en survivance. Employé comme titulaire le 1er juin de la même année, à la recommandation du duc de Liancourt, et réformé par mesure générale le 30 septembre 1792, il fut compris dans l'état des 600 commissaires des guerres créés par la loi du 28 nivôse an III.
Le 25 prairial suivant, il partit pour l'armée de Sambre-et-Meuse, où il servit de l'an IV à l'an VII, et fut chargé ensuite en Italie de différentes missions relatives aux approvisionnements de vivres, de munitions de guerre, et à la rentrée des contributions. Sur le compte rendu, le 5 brumaire an VIII, par le général Louis-Alexandre Berthier, de sa probité et de ses talents, d'Avrange fut nommé commissaire-ordonnateur pour prendre rang du 29 frimaire suivant.
Il fit la même année, en cette qualité, la campagne de l'armée de réserve, et celle de l'an IX à l'armée des Grisons.
Rappelé à Paris, il devint successivement chef et directeur au département de la guerre (an X), et enfin, le 14 prairial an XI, commissaire-ordonnateur de l'hôtel des Invalides, où il reçut, le 4 germinal an XII, la décoration de la Légion d'honneur.
Le 25 juin 1811, il fut confirmé dans ses fonctions avec le titre d'intendant.
Louis XVIII le trouva dans cet emploi, et le fit chevalier de Saint-Louis le 5 novembre 1814. L'intendance de l'hôtel ayant été supprimée le 15 janvier 1816, il fut mis à la retraite la même année. Il est mort le 5 avril 1822.

## Titres
- Chevalier Davrange-Dukermont et de l'Empire (mai 1808) ;
- Baron d'Avrange du Kermont (lettres de noblesse du 31 janvier 1818)
  - Autorisé par décret du 10 février 1819 à joindre à son nom celui du « Kermont ».

## Armoiries
| Figure | Blasonnement |
|        | Armes de la famille d'Avrange D'azur, au chevron brisé d'or, accompagné de trois besants du même,. |
|        | Armes du chevalier Davrange-Dukermont et de l'Empire D'azur, au chevron d'or, brisé par la pointe, accompagné de trois besants du même, à la champagne de gueules, chargée du signe de la Légion d'honneur,.                                                                                          |
|        | Armes du baron d'Avrange du Kermont Coupé : au 1, d'azur, au chevron d'or, accompagné de trois besants du même, 2 et 1 ; au II, d'argent, à la barre de sinople, chargée d'un cheval courant d'argent, et accompagné de deux épées de gueules. Casque de profil. Supports : une levrette et un lion,. |